# أسماء غانم
أسماء غانم أو أسماء غانم ميلر (ولدت عام 1991 في دمشق، سوريا)، هي فنانة تشكيلية وموسيقية تجريبية فلسطينية. اشتهرت بفيلمها الوثائقي Wall Piano. 

## الحياة و الوظيفة
ولدت أسماء غانم في دمشق (سوريا) وترعرعت في مخيم للاجئين مع عائلتها. تخرجت غانم من الأكاديمية الدولية للفنون في فلسطين، وحصلت على درجة الماجستير في الفنون الجميلة من مدرسة الفنون الجميلة في تولوز (فرنسا). بدأت غانم مسيرتها المهنية بالعمل في مشروع موسيقي تجريبي بعنوان شمس أسماء (شمس أسمى). عن هذا تقول:
بدأت العمل في مشروع موسيقي تجريبي يسمى شمس أسماء، ويعني كل من "شمس أسماء" و "أعلى شمس" باللغة العربية. بدأت في تسجيل أصوات مختلفة - أصوات الآلات، والحركات اليومية، والصمت، والآلات الموسيقية، والأصوات الإلكترونية، وما إلى ذلك، بهدف انتقاد تحول أنماط الحياة وظاهرة البناء في المدن الفلسطينية، مع التركيز على الأسئلة التي تثار حول العالم. التحول السمعي البصري لمدن قبيحة، لكنها جميلة، ومستقلة لكنها محتلة، بالإضافة إلى التناقضات الأخرى.
أنتجت أول ألبوم تجريبي لها بعنوان Fi Alard (في الأرض) في عام 2014. حظيت صورها الفوتوغرافية باهتمام خاص في مهرجان فلسطين وخرج في عام 2015، وهو مهرجان للترويج للفنانين الفلسطينيين الشباب الموهوبين الذي أقيم في باريس (فرنسا) ونظمه المعهد الثقافي الفرنسي الفلسطيني.
حصل مشروعها الموسيقي التجريبي المسمى HOMELAND IS في عام 2016،على الجائزة الثالثة في جائزة الفنان الشاب (YAYA) من جائزة حسن حوراني. أختير فيلمها الوثائقي Wall Piano في مهرجان تامبيري السينمائي ( Tampereen elokuvajuhlat ) في عام 2021، وهو مهرجان للأفلام القصيرة أقيم في فنلندا. في هذا المهرجان نال تنويه خاص وجائزة الجمهور.

## الجوائز
- 2015: تنويه خاص في مهرجان فلسطين وآوت.[2][3]
- 2016: الجائزة الثالثة في جائزة الفنان الشاب (YAYA) من جائزة حسن حوراني ( HOMELAND IS- مشروع موسيقي تجريبي).[2][4]
- 2021: تنويه خاص وجائزة الجمهور لمهرجان تامبيري السينمائي ( وول بيانو - فيلم قصير).[7]

## روابط خارجية
[http://www.imdb.com/name/nm7020489/ Asma Ghanem
] في قاعدة بيانات الأفلام على الإنترنت